# Eustala nasuta
Eustala nasuta är en spindelart som beskrevs av Cândido Firmino de Mello-Leitão 1939. 
Eustala nasuta ingår i släktet Eustala och familjen hjulspindlar. Artens utbredningsområde är Guyana. Inga underarter finns listade i Catalogue of Life.